# Unterheide (Overath)
Unterheide ist ein Ortsteil von Vilkerath in der Stadt Overath im Rheinisch-Bergischen Kreis in Nordrhein-Westfalen, Deutschland.

## Lage und Beschreibung
Der kleine, durch Landwirtschaft geprägte Ortsteil Unterheide befindet sich beiderseits der Kreisstraße 37 (hier Kreuzgarten genannt), die Vilkerath mit Hohkeppel verbindet. Die Straße heißt wohl deshalb so, weil dort der Prozessionsweg zwischen dem Friedhof und der Kirche in Vilkerath verläuft.

## Geschichte
Carl Friedrich von Wiebeking benennt die Hofschaft auf seiner Charte des Herzogthums Berg 1789 als Nied Heyd. Aus ihr geht hervor, dass der Ort zu dieser Zeit Teil der Honschaft Vilkerath im Kirchspiel Overath war.
Der Ort ist auf der Topographischen Aufnahme der Rheinlande von 1817 als Unterheide verzeichnet. Die Preußische Uraufnahme von 1845 zeigt den Wohnplatz unter dem Namen Unterheide. Ab der Preußischen Neuaufnahme von 1892 ist der Ort auf Messtischblättern regelmäßig als Unterheide verzeichnet.
1822 lebten 15 Menschen im als Pachtgut kategorisierten und Heide bezeichneten Ort, der nach dem Zusammenbruch der napoleonischen Administration und deren Ablösung zur Bürgermeisterei Overath im Kreis Mülheim am Rhein gehörte. Für das Jahr 1830 werden für den als Unter-Heide bezeichneten Ort 25 Einwohner angegeben.
Die Liste Einwohner und Viehstand von 1843 zählt für Unterheide die siebenköpfige Familie des Ackerers Heinrich Schönborn auf, dem 1 Ochse, 3 Kühe, 1 Rind, zwei Schweine zugerechnet werden – und die fünfköpfige Familie des Ackerers Mathias Spiegel, Besitzer von 1 Pferd, 10 Kühe, 5 Rinder, 4 Schweine. Fünf Einwohner werden namenlos als Gesinde aufgeführt. Der 1845 laut der Uebersicht des Regierungs-Bezirks Cöln als Hof kategorisierte Ort besaß zu dieser Zeit drei Wohngebäude mit 20 Einwohnern, alle katholischen Bekenntnisses. Die Gemeinde- und Gutbezirksstatistik der Rheinprovinz führt Unterheide 1871 mit vier Wohnhäusern und 24 Einwohnern auf. Im Gemeindelexikon für die Provinz Rheinland von 1888 werden für Unter Heide vier Wohnhäuser mit 23 Einwohnern angegeben. 1895 besitzt der Ort vier Wohnhäuser mit 25 Einwohnern und gehörte konfessionell zum katholischen Kirchspiel Hohkeppel, 1905 werden vier Wohnhäuser und 20 Einwohner angegeben.
Etwa zu Beginn des 19. Jahrhunderts gab es in Unterheide eine sogenannte Winterschule. Vilkerather Schüler, die normalerweise in die Schule nach Overath laufen mussten, durften wegen der damals schlechten Wegeverhältnisse für vier bis fünf Monate die eigens für diesen Zweck eingerichtete Winterschule in Unterheide besuchen.